# In vuur en vlam
In vuur en vlam is het 101ste stripverhaal van De Kiekeboes. De reeks wordt getekend door striptekenaar Merho. Het album verscheen in mei 2004.

## Verhaal
Het vriendje van Fanny, Jens, begint met een productiehuis. Hij organiseert voor zijn medewerkers en Fanny een weekendje in Domein Dommelheide. Dit om beter kennis met elkaar te kunnen maken. Jens komt Liz tegen, een oud lief van hem. Wat zeer tegen de zin van Fanny is. Ze worden daar echter op mysterieuze wijze geconfronteerd met plotselinge branden die zomaar ontstaan uit het niets. Later blijkt dat hamburgerketen Bigmak ook met dezelfde branden te maken heeft gehad. Is er een verband tussen de branden op Domein Dommelheide en hamburgerketen Bigmak? Fanny gaat samen met Jens op onderzoek. Ze doen de ene na de andere ontdekking en vinden uiteindelijk de oplossing achter de mysterieuze branden ... het is Liz.

## Trivia
- De strip werd voorgelezen in de rubriek De Lustige Lezers in Man bijt hond op één.
- Hamburgerketen Bigmak is een woordspeling op de hamburger Big Mac.
- Het "Domein Dommelheide" is vermoedelijk een woordspeling op het Limburgs Provinciaal Domein Dommelhof.
- "Liz Dodden" is een woordspeling op de plant lisdodde.
- De legende van de Vuurman waarover Nonkel Vital vertelt, is gebaseerd op een echte legende.
- Brandweercommandant "Sprinkler" is een woordspeling op de zogenoemde Sprinklerinstallatie.
- Het militante dierenbevrijdingsfront "Non Koefood" is een woordspeling op een koevoet.
- Het verhaal vertelt ook over de gave van telekinese en pyrokinese.
- De directeur van Bigmak, "Nico Daymus" is een woordspeling op Nicodemus.
- De twee lijfwachten van Nico Daymus heten "Blotto" en "Brats", vernoemd naar twee van Merho's favoriete Laurel & Hardy-filmpjes.
- Op strook 66 rijden Charlotte en Konstantinopel richting "Bruswerpen" op de autosnelweg. Dit is een contaminatie tussen de twee steden Brussel en Antwerpen. Even later nemen ze de afrit richting "Duivendreck". Vermoedelijk is dit een woordspeling op Duivendrecht.
- Op strook 70 stoppen Jens en Fanny bij een frituur "Fred Friet", een woordspeling op een bevel fret friet! of eet friet!.
- Op strook 71 rijden ze richting de "Likdoorndreef". Men zou denken dat dit een dreef is vernoemd naar een boomsoort maar een likdoorn wordt ook weleens een eksteroog genoemd.
- Op strook 76 krijgen Charlotte en Konstantinopel een lift van de camionette van "Slagerij de vaste steak", een woordspeling op de uitdrukking een vaste stek hebben.